# 206P/Барнарда — Боаттини
Комета Барнарда — Боаттини (206P/Barnard-Boattini) — небольшая короткопериодическая комета семейства Юпитера, которая была обнаружена 13 октября 1892 года американским астрономом Эдвардом Барнардом с помощью небольшого 0,15-метрового телескопа Ликской обсерватории к западу от звезды Альфа Орла. Особенность открытия данной кометы заключается в том, что для её обнаружении впервые была применена астрофотография, что ознаменовало собой начало новой эры в кометной астрономии. Фотопластина была выставлена на 4 часа 20 минут, при этом телескоп был синхронизирован с вращением с Земли. В результате, в центре пластины был обнаружен туманный след, длиной около 0,25° градуса. На момент получения снимка, снимаемая область неба, находилась уже у самого горизонта, поэтому продолжить наблюдения удалось только следующей ночью. На этот раз использовался уже 0,3-метровый телескоп, а искомый объект сместился на 1° градус юго-восточнее своего предыдущего положения. Она была описана как круглый объект 13,0 m с небольшой центральной конденсацией. Комета обладает довольно коротким периодом обращения вокруг Солнца — чуть более 5,8 года.

Орбита кометы Барнарда — Боаттини и её положение в Солнечной системе

Исследование словацким астрономом Ľuboš Neslušan динамики метеорных потоков, связанных с кометами 14P/Вольфа и D/1892 T1 (на орбите до большого возмущения Юпитера в 1922 году), позволило ему выдвинуть предположение о том, что данные кометы являются фрагментами одной той же разрушившейся в прошлом кометы.
Ещё одной важной особенностью данной кометы является большая вероятность тесных сближений с Землёй, параметр MOID для данного объекта составляет всего 0,018 а. е. (2,7 млн км).

## История наблюдений
Комета была обнаружена на пути к точке перигелия спустя неделю после максимального сближения с Землёй. Австрийский астроном Иоганн Пализа, наблюдавший комету спустя три дня после обнаружения, описал её как слабый диффузный объект округлой формы с ядром в центре. Французский астроном Гийом Бигурдан, наблюдавший её следующей ночью, оценил её яркость в 13,3 m, а диаметр комы в 40 " угловых секунд в поперечнике. На протяжение октября комета активно наблюдалась ещё несколькими астрономами, достигнув к 21 октября максимальной яркости в 12,0 m, после чего начала терять яркость. В последний раз комета была обнаружена 8 декабря французским астрономом S. Javelle с помощью 0,76-метрового рефрактора.
Первая параболическая орбита была рассчитана американским астрономом Уильямом Кэмпбеллом, с использованием положений, охватывающих период с 16 по 18 октября и указывали в качестве даты перигелия 26 августа 1892 года. В течение последующих нескольких недель были опубликованы расчеты R. Schorr, G. E. Whitaker и Л. Шульхофа (англ.), которые выявили даты перигелия в диапазоне от 21 до 28 ноября. Затем Кэмпбелл опубликовал пересмотренную орбиту, используя позиции, охватывающие позиции в период с 14 по 26 октября и определяющие на дату перигелия 3 декабря. Первая эллиптическая орбита была рассчитана C. N. A. Krueger, на основании позиций в период 16 по 25 октября, и определяла дату перигелия 7 декабря, а длительность периода обращения в 10,38 года. Более поздние уточнённые эллиптические орбиты были рассчитаны Шульхофом, Крюгером, Дж. Р. Хиндом, Дж. Г. Портером и Дж. Кониэлем. Результаты расчётов даты перигелия сошлись на 11 декабря, но периоды обращения находились в диапазоне от 6,23 до 6,84 года. Имевшейся точности расчётов оказалось недостаточно, чтобы обнаружить комету во время её последующих возвращений и более чем на столетие комета оказалась потерянной.
В следующий раз обнаружить комету удалось лишь в начале XXI века итальянскому астроному Андреа Боаттини в рамках обзора обзора Маунт Леммон, который обнаружил её на ПЗС-изображении, полученном с помощью 0,68-метрового рефлектора 7 октября 2008 года. Всего в тот день было получено четырнадцать изображений кометы, на которых она представлял собой тусклый объект, магнитуда которого варьировались от 17,1 до 18,6 m звёздной величины. Комета было обнаружена незадолго до своего максимального сближения с Землёй, которое произошло 21 октября и составило 0,19 а.е. (28,48 млн км). Используя 69 положений кометы, зарегистрированных в течение 7 и 8 октября, британский астроном Брайан Марсден рассчитал эллиптическую орбиту с датой перигелия 25 октября 2008 года и периодом 5,92 года. Чуть позже немецкий астроном M. Meyer независимо от него рассчитал орбиту кометы и, интегрировав ее в обратном порядке, пришёл к выводу, что орбита данной кометы идентична, ранее потерянной комете D/1892 T1 (Барнарда 3). Мейер сообщил о своём открытии в ЦМП, а астрономы Г.В. Уильямс и Сюити Накано подтвердили правильность его выводов
.
В следующий раз комета возвращалась в 2014 году, но из-за неблагоприятных условий наблюдений обнаружить её не удалось — в тот год максимальная расчётная яркость кометы должна была составить всего 20,0 m, при удалении от Солнца в 75 °. Аналогичная ситуация повторилась и в 2021 году, но на этот расчётная яркость должна была быть ещё меньше — 23,0 m и опять мешала близость к Солнцу. 

### Сближения с планетами
Из-за своей сильно вытянутой орбиты комета регулярно оказывается внутри орбиты Юпитера и часто оказывается в непосредственной близости от планеты. Так в течение XX веке имело место четыре сближения с Юпитером и одно с Землёй и по столько же сближений с каждой из планет ожидается в XXI веке. 
- 0,45 а. е. от Земли 17 октября 1918 года;
- 0,27 а. е. от Юпитера 8 октября 1922 года;
- 0,31 а. е. от Юпитера 11 августа 1934 года;
- 1,61 а. е. от Юпитера 14 мая 1946 года;
- 1,60 а. е. от Юпитера 10 октября 1993 года;
- 0,41 а. е. от Юпитера 18 августа 2005 года;
- 0,19 а. е. от Земли 21 октября 2008 года;
- 0,13 а. е. от Юпитера 9 июля 2017 года;
- 0,53 а. е. от Юпитера 17 ноября 2076 года;
- 0,64 а. е. от Юпитера 13 августа 2088 года.